# Кіпіхи
Кіпіхи (пол. Kipichy) — село в Польщі, у гміні Любовідз Журомінського повіту Мазовецького воєводства.
Населення — 108 осіб (2011).
У 1975—1998 роках село належало до Цехановського воєводства.

## Демографія
Демографічна структура станом на 31 березня 2011 року:
|          | Загалом | Допрацездатний вік | Працездатний вік | Постпрацездатний вік |
| -------- | ------- | ------------------ | ---------------- | -------------------- |
| Чоловіки | 54      | 12                 | 34               | 8                    |
| Жінки    | 54      | 11                 | 28               | 15                   |
| Разом    | 108     | 23                 | 62               | 23                   |